# Antonieta
Antonieta ist ein Filmdrama aus dem Jahr 1982, entstanden in spanisch-mexikanisch-französischer Koproduktion unter Regie von Carlos Saura.

## Handlung
Die in Paris lebende Psychologin Anna beschäftigt sich mit dem Schicksal der mexikanischen Schriftstellerin Antonieta Rivas Mercado, die zu Beginn des 20. Jahrhunderts lebte und sich 1931 in der Pariser Kathedrale Notre Dame erschoss.
Anna entschließt sich im Rahmen ihrer Recherche nach Mexiko zu reisen und dort Personen zu interviewen, die sich mit Antonieta Rivas Mercado auskennen. Dadurch lernt Anna die Zeit der mexikanischen Revolution und der Modernisierung Mexikos nach europäischem Vorbild kennen.
Antonieta, die aus einer angesehenen Familie der Oberschicht stammt, heiratet zunächst, verliebt sich aber dann in den Maler Manuel Rodríguez Lozano, der Antonieta aber wegen seiner Homosexualität ablehnt. Später führt sie eine Beziehung mit dem Intellektuellen José Vasconcelos, mit dem sie gemeinsam ins Pariser Exil geht.

## Kritik
„Sauras ansonsten bewährte Dramaturgie der Vergangenheitsbeschwörung, welche die verschiedenen Zeitebenen zu einer Einheit vermischt, verfängt nicht, da die Identifikation des Zuschauers durch die Mittlerfigur der Schriftstellerin nicht recht gelingt. Auch scheint das Thema der kulturellen und politischen mexikanischen Geschichte, verbunden mit dem Porträt einer Frau, die an der selbst gestellten Aufgabe scheitert, zu komplex, um erschöpfend behandelt werden zu können. Atmosphärische Dichte gewinnt der Film vor allem durch die Einbeziehung von einzigartigem Dokumentarmaterial.“